# 로셀라 피아밍고
로셀라 피아밍고(이탈리아어: Rossella Fiamingo, 1991년 7월 14일~)는 이탈리아의 펜싱 선수로 주 종목은 에페이다. 2012년 하계 올림픽의 여자 에페 개인전과 단체전에 참가하였으며 개인전 8강에서 중화인민공화국의 쑨위제에게 14-15로 패해 탈락하였고, 단체전은 7위로 마감하였다.